# Herman D. Koppel
Herman David Koppel, né le 1er octobre 1908 à Copenhague, ville où il est mort le 14 juillet 1998, est un compositeur et pianiste danois, connu comme Herman D. Koppel.

## Biographie
Herman D. Koppel étudie le piano auprès de Rudolph Simonsen et Emilius Bangert à l'Académie royale danoise de musique de Copenhague  de 1926 à 1929 (s'y ajoutent des leçons privées). Il se produit comme pianiste dès 1930 et donne des concerts dans toute l'Europe. Quant à la composition, il l'apprend en autodidacte,.
Il enseigne ensuite à l'Institut royal de musique pour les aveugles de Copenhague de 1940 à 1943 puis de 1945 à 1949. Il fuit l'occupation nazie pour se réfugier en Suède et vivre à Örebro. À partir de 1949, il enseigne au Conservatoire royal danois de musique à Copenhague où il devient professeur en 1955. 
Parmi ses œuvres, dont les premières s'inspirent notamment de Carl Nielsen, Béla Bartók et Igor Stravinsky, et parfois du jazz, mentionnons des pièces pour piano (dont deux sonates), de la musique de chambre (dont six quatuors à cordes numérotés), des compositions avec orchestre (dont sept symphonies et quatre concertos pour piano), des œuvres vocales (dont l'oratorio Moïse, un requiem et l'opéra Macbeth, créé en 1970), ainsi qu'une vingtaine de musiques de films (y compris pour quelques courts métrages) entre 1935 et 1989, dont celle illustrant Paw, un garçon entre deux mondes d'Astrid Henning-Jensen (1959). Bon nombre de ces œuvres sont imprégnées du judaïsme, sa religion, l'ayant conduit avec sa famille à s'exiler en Suède de 1943 à 1945.
Il est le père de quatre enfants musiciens, dont les compositeurs Thomas Koppel (en) (1944-2006) et Anders Koppel (né en 1947).
Herman D. Koppel meurt dans sa ville natale à 89 ans, en 1998. Il est inhumé au cimetière Vestre de la même ville.

## Liste de compositions (sélection)

### Pièces pour piano
- 1928 : Sonate (no 1) opus (op.) 1
- 1929 : Variations et fugue  op. 3
- 1930 : Pièce op. 7
- 1931 : Sonatine (sans op.) ; Suite à quatre mains (sans op.)
- 1934 : Dix pièces op. 20 ; Suite op. 21
- 1937 : Deux danses op. 31
- 1950 : Sonate (no 2) op. 50
- 1976 : Quinze miniatures op. 97a (ou pour hautbois, clarinette, saxophone alto, basson et piano op. 97b)
- 1977 : Cinq pièces brèves op. 99
- 1979 : Variations et résumé sur neuf études de Czerny op. 103
- 1984 : Vingt-six pièces brèves op. 111

### Autres pièces pour instrument solo
- 1930 : Thème et variations pour violon seul op. 8
- 1931 : Præludium pour violoncelle seul op. 10
- 1947 : Fantaisie pour clarinette seule op. 44
- 1971 : Introduction, thème, variations et épilogue pour violoncelle seul op. 85 ; Suite pour violoncelle seul op. 86
- 1973 : Ternio II pour saxophone seul op. 92a
- 1977 : Dialogue, thème, variations et monologue pour flûte seule op. 100
- 1983 : Épitathe pour orgue op. 109

### Musique de chambre

#### Quatuors à cordes
- 1929 : Quatuor à cordes no 1 op. 2
- 1931 : Quatuor à cordes (non numéroté, sans op.)
- 1939 : Quatuor à cordes no 2 op. 34
- 1945 : Quatuor à cordes no 3 op. 38
- 1964 : Quatuor à cordes no 4 op. 77
- 1975 : Quatuor à cordes no 5 op. 95
- 1979 : Quatuor à cordes no 6 op. 102

#### Autres œuvres de musique de chambre
- 1929 : Duo pour violon et violoncelle (sans op.)
- 1930 : Duo pour violon et piano op. 9
- 1931 : Trio pour clarinette, violon et violoncelle op. 11 ; Syv tostemmige stykker (sept pièces en deux parties) pour deux violons op. 12
- 1932 : Duo pour clarinette et basson op. 14 ; Sonatine pour quintette à vent op. 16 ; Variations sur une danse folkorique juive pour trio à cordes op. 17
- 1935 : Onze variations sur un thème propre pour flûte, violon, alto et violoncelle op. 26
- 1936 : Suite pour flûte, violon, violoncelle et piano op. 28
- 1942 : Sextuor pour piano et vents op. 36
- 1951 : Ternio I pour violon et piano op. 53a (ou violoncelle et piano op. 53b)
- 1953 : Quintette avec piano op. 57[6]
- 1955 : Divertimento pastoral pour hautbois, alto et violoncelle op. 61
- 1956 : Sonate pour violoncelle et piano op. 62
- 1961 : Variations pour clarinette et piano op. 72 ; Capriccio pour flûte et piano op. 73
- 1969 : Neuf variations pour trio avec piano op. 80
- 1970 : Quatre improvisions pour flûte et violoncelle op.81
- 1971 : Trio avec piano op. 88
- 1972 : Divertimento pour trio à cordes op. 91
- 1975 : Variazioni pastorale (variations pastorales) pour flûte, violon, alto et violoncelle op. 94
- 1976 : Quinze miniatures pour hautbois, saxophone alto, clarinette, basson et piano ; Variazioni libre (variations libres) pour deux clarinettes, clarinette basse et percussion op. 98
- 1981 : Patchwork pour flûte, alto et harpe op. 106
- 1984 : Duo concertante (duo concertant) pour clarinette et piano op. 113
- 1986 : Quatuor avec piano op. 114 ; Trio pour clarinette, violoncelle et piano op. 115
- 1987 : Duo pour violon et guitare op. 116
- 1988 : Cantilena Duo (duo cantilène) pour violon et violoncelle op. 117
- 1991 : Musique pour violon et piano op. 122 ; Musique pour octuor à vent op. 123
- 1993 : Giocattolo pour flûte, clarinette, violoncelle, piano et percussion op. 125

### Musique avec orchestre

#### Concertos pour piano
- 1932 : Concerto pour piano no 1 op. 13
- 1938 : Concerto pour piano no 2 op. 30
- 1948 : Concerto pour piano no 3 op. 45
- 1963 : Concerto pour piano no 4 op. 69

#### Autres concertos
- 1929 : Concerto pour violon op. 4
- 1941 : Concerto pour clarinette op. 35
- 1947 : Double concerto pour violon et alto op. 43
- 1956 : Concerto pour violoncelle op. 56
- 1970 : Concerto pour hautbois op. 82 ; Concerto de chambre pour violon et orchestre à cordes op. 83
- 1971 : Concerto pour flûte op. 87
- 1989 : Concerto pour basson op. 118

#### Symphonies
- 1931 : Symphonie no 1 op. 5
- 1943 : Symphonie no 2 op. 37
- 1945 : Symphonie no 3 op. 39
- 1946 : Symphonie no 4 op. 42
- 1955 : Symphonie no 5 op. 60
- 1957 : Symphonie no 6 Sinfonia breve op. 63
- 1961 : Symphonie no 7 op. 70

#### Autres œuvres avec orchestre
- 1930 : Musique pour orchestre à cordes op. 6
- 1931 : Musique pour piano et orchestre à cordes (sans op.)
- 1932 : Musique pour orchestre de jazz op. 15
- 1934 : Ouverture pour petit orchestre op. 22 ; Capriccio pour violon et orchestre op. 23
- 1935 : Variations pour petit orchestre op. 27
- 1937 : Le Gros Homme, musique de ballet op. 29
- 1938 : Concertino no 1 pour orchestre à cordes op. 32
- 1939 : Ouverture de fête op. 33
- 1945 : Fête polonaise op. 40
- 1946 : Sinfonietta op. 41
- 1950 : Suite pour orchestre de chambre op. 52
- 1957 : Concertino no 2 pour orchestre à cordes op. 66
- 1972 : Huit variations et épilogue pour piano et orchestre op. 89
- 1978 : Concerto pour orchestre op. 101
- 1979 : Intrada op. 104 ; Prélude à une symphonie op. 105
- 1983 : Concertino pour trio à cordes et orchestre op. 110
- 1992 : Dans la brume et les rêves pour orchestre à cordes op. 124
- 1994 : Memory pour orchestre à cordes op. 126 (dernier numéro d'opus)

### Pièces vocales
- 1933 : Quatre chants pour voix et piano op. 18 ; Jeremiah, musique de scène pour la pièce éponyme de Stefan Zweig, pour basse, chœurs et orchestre op. 19
- 1934 : Oldkvad (ancien laïc) pour chœurs a cappella op. 24 ; Trois chants et deux ballades pour voix et piano op. 25
- 1949 : Cinq chants bibliques pour voix de femme et piano op. 46 ; Cinq chants d'amour poiur voix et piano op. 47 ; Psaumes de David pour ténor, chœur d'enfants, chœur mixte et orchestre op. 48
- 1950 : Trois chants pour voix et piano (ou orchestre) op. 51
- 1951 : Six chants de Paul la Cour pour voix et piano op. 54 ; Deux Psaumes de David pour soprano et piano op. 55
- 1952 : Psaume de David 6 pour soprano et orchestre op. 55b
- 1954 : Immortalitas Mortalium pour basse, chœur d'enfants et orchestre op. 58
- 1955 : Deux chants bibliques pour soprano et orchestre op. 59
- 1957 : Cinq chants pour voix et piano op. 64 ; Årstiderne (les saisons) pour voix d'homme et piano op. 65
- 1958 : Le Chant du soleil d'après François d'Assise pour chœur d'enfants, piano et petit orchestre op. 67
- 1960 : Psaume 42 pour voix et piano op. 68
- 1961 : Quatre petits chants pour chœur d'enfants a cappella op. 71
- 1962 : Trois Psaumes de David pour chœurs a cappella op. 74 ; Deux chants pour voix et piano op. 75
- 1964 : Moïse, oratorio pour soprano, alto, trois ténors, deux basses, chœurs et orchestre op. 76
- 1966 : Requiem pour solistes, chœurs et orchestre op. 78
- 1968 : Macbeth, opéra pour solistes, chœurs et orchestre op. 79
- 1969 : Psaume de David 42 pour soprano et piano
- 1971 : Trois chants pour voix et piano op. 84
- 1972 : Trois chants pour soprano, ténor et chœurs a cappella op. 90
- 1973 : Deux chants pour voix et piano op. 92b
- 1974 : Lovsange (chants de louange), oratorio pour solistes, chœurs et orchestre op. 93
- 1976 : Trois chants pour voix et piano op. 96 ; Trois chants bibliques pour soprano et piano
- 1981 : Quatre chants de l'Ancien Testament pour soprano et orchestre op. 107
- 1982 :  Deux chants pour voix et piano op. 108
- 1984 : Au septième jour de la création pour chœurs et orchestre op. 112
- 1989 : Trois chants pour voix et piano op. 119
- 1991 : Cinq Psaumes de David pour soprano et orgue op. 120 ; Trois chants pour soprano et piano op. 121

### Musiques de films
- 1946 : Ditte Menneskebarn de Bjarne Henning-Jensen (da)
- 1959 : Paw, un garçon entre deux mondes (Paw) d'Astrid Henning-Jensen